# Rivolta degli Straccioni
La rivolta degli Straccioni o sollevazione degli Straccioni fu una sedizione armata che ebbe luogo nella Repubblica di Lucca tra il 1º maggio 1531 e il 9 aprile 1532.

## Eventi

### Antefatti
All'inizio del 1531, la Repubblica di Lucca era governata da un'oligarchia di famiglie aristocratiche, attive nel settore mercantile. Il Consiglio Generale della Repubblica promulgò una nuova legge sulla tessitura della seta che avvantaggiava i mercanti a grave discapito dei tessitori (detti testatori), anche nella speranza di frenare la sovrapproduzione dovuta alla crisi economica. 
Questa norma, proposta dalla Corte dei Mercanti, proibiva ai maestri tessitori di lavorare in proprio, di accettare lavori se non da chi avesse facoltà di richiederli e abbassava i compensi per i maestri tessitori. 
La notte tra il 30 aprile e il 1º maggio, alla consueta festa per l'arrivo del mese di maggio fu organizzata una marcia di giovani tessitori armati, radunati sotto l'insegna un drappo nero stracciato, che gli avrebbe valso il nome di straccioni.

### Inizio della rivolta
La mattina del 1º maggio, i tessitori si radunarono nel chiostro del convento di San Francesco, dove Matteo Vannelli riuscì a organizzare un gruppo di 18 rappresentanti (detti capitani) incaricati di parlare con il gonfaloniere Martino Cenami. 
I rappresentanti ricevettero udienza, ma il giorno seguente si radunò una folla ancora maggiore, composta non più solo da tessitori ma anche da esponenti di altre arti, borghesi e poveri. 
Il consiglio cittadino inviò quattro cittadini "onorati", tra i quali Francesco Burlamacchi, a parlamentare con i dimostranti, abrogò la legge contestata e perdonò la protesta. 
Questa vittoria non fu comunque giudicata sufficiente e la protesta crebbe di giorno in giorno, con l'obiettivo di ottenere rappresentanza nel governo cittadino, appannaggio delle sole famiglie aristocratiche.

### Vittorie degli insorti
Il 25 maggio il consiglio cedette alle richieste aumentando il numero di senatori da 90 a 120, e garantendo l'amnistia. Il consiglio era composto da 30 rappresentanti per ogni terziere (San Paolino, San Salvatore e San Martino); per ognuno furono aggiunti 10 rappresentanti scelti tra le famiglie della borghesia, che precedentemente non ne facevano parte.
Tuttavia, i disordini violenti continuarono ad aumentare d'intensità e gravità fino a novembre, anche con attacchi verso il Palazzo degli Anziani e quello dei Buonvisi, la più potente famiglia aristocratica di quegli anni, nonostante venissero accordate ai rivoltosi ulteriori concessioni in termini di rappresentanza e venisse istituita la nuova Guardia dei Cento Fanti per la protezione del Palazzo degli Anziani . Nel frattempo gli aristocratici, alcuni dei quali si erano rifugiati in campagna, tentarono, tramite Andrea Doria, di convincere Carlo V a intervenire per porre fine alla rivolta, ma senza successo. La situazione poi migliorò gradualmente, tanto che a marzo del 1532 il nuovo senato allargato decretò la pace, il perdono generale tra le parti e lo scioglimento della nuova Guardia dei Cento Fanti.

### La repressione della rivolta
Tuttavia, gravi disordini si verificarono nuovamente l'8 aprile, nel corso della Festa della Libertà, giorno nel quale si commemora la liberazione della città da Pisa, avvenuta nel 1369. 
Questa fu l'ennesima goccia che convinse gli Anziani a risolvere la situazione una volta per tutte. Infatti, essi temevano anche che il perdurare dell'instabilità avrebbe potuto essere usata da Firenze come pretesto per muovere guerra o alienare la protezione dell'imperatore Carlo V di cui la città aveva goduto fino a quel momento. 
Fu quindi segretamente mandato a chiamare, nella sua villa presso Monte San Quirico, Martino Buonvisi, della potente famiglia Buonvisi, affinché radunasse un esercito contro gli straccioni. 
La notte del 9 aprile Porta San Donato fu lasciata aperta in modo che il Buonvisi entrasse con una milizia composta da 500 operai e contadini armati, provenienti dalle campagne del contado camaiorese, soffocando nel sangue la rivolta.

### Epilogo
I capi della rivolta furono condannati, e molti giustiziati, nei giorni seguenti. 
Un gruppo ("infunata") di rivoltosi catturati fu condannato alla pena della galea e inviati all'alleata Repubblica di Genova tramite il porto di Viareggio.
Tuttavia, le concessioni ottenute dalla sollevazione non furono revocate.
Nel 1574 la Repubblica di Lucca realizzò a Camaiore un arco di trionfo in omaggio alla fedeltà dimostrata dalla città durante la Rivolta degli Straccioni.
Giovanni Guidiccioni nella sua Orazione ai nobili della Republica lucchese, pubblicata postuma nel 1577, pur non appoggiando la Rivolta degli Straccioni, da lui definita "oscura notte della Repubblica", criticò aspramente l'operato dei nobili durante gli eventi.

## Nella cultura di massa
Dal 2016 il quadro "La Rivolta degli Straccioni" di Antonio Possenti è esposto nella sala conferenze della Provincia di Lucca a Palazzo Ducale.
Ancora oggi la Rivolta degli Straccioni viene ricordata e celebrata il primo maggio da forze politiche quali ad esempio Potere al Popolo!.